# Skeletna mišica
Skeletne mišice so mišice, ki so predvsem pod zavednim nadzorom, so odgovorne za premikanje in gibanje telesa, na primer mišice v spodnjih in zgornjih okončinah. Skupaj s srčno mišico spadajo skeletne mišice med prečnoprogaste mišice. Skeletna mišičnina se nahaja tudi na primer v jeziku, grlu, trebušni preponi, čeravno na teh mestih njena vloga ni gibanje telesa. Srčna mišica se razlikuje od skeletne po tem, da ni pod zavestnim nadzorom in je v tem oziru podobna gladkemu mišičju.
Skeletno mišičnino lahko razdelimo na bela in rdeča mišična vlakna. Rdeča vlakna so močneje rdeče obarvana zaradi večje vsebnosti mioglobina in so odgovorna za dolgotrajnejšo aktivnost. Bela mišična vlakna so sicer hitrejša in močnejša, vendar so lahko aktivna le kratek čas.
Skeletne mišice so povezane z okostjem preko kit.

## Struktura
Skeletna mišica je zgrajena iz mišičnih vlaken, ki so dolga do 15 cm in več, obdana je z vezivom, ki se imenuje mišična ovojnica (fascija). Vezivo obdaja tudi vsako posamezno vlakno in jih združujejo v mišične snope. Vezivno ovojnico okoli posameznega skeletnomišičnega vlakna imenujemo endomizij, okoli posameznega snopa perimizij, okoli celotne mišice pa epimizij.
Vsako skeletnomišično vlakno je zgrajeno iz tisočev podolgovatih miofibril. Miofibrile vsebujejo miofilamente, beljakovinske strukture, ki z drsenjem ene ob drugi omogočajo krčenje mišične celice.
Pod mikroskopom je posamezno mišično vlakno značilno progasto v prečni smeri. To progavost dajejo miofibrile, ki so vzdolžno razporejene, prečno pa jih delijo sarkomere. V sarkomerah se prekrivajo miozinski in aktinski miofilamenti, kar vidimo kot cone I, A in H. Tako imenovane črte Z delijo posamezne sarkomere med seboj. Celična jedra ležijo ob robovih vlaken; vlakna so večjedrna, saj med embrionalnim razvojem nastanejo iz več celic.
Mišična vlakna se ne delijo, poveča se le njihov premer (na primer pri mišičnem treningu). Torej se število celic ne poveča.